# Windermere (Band)
Windermere ist eine dänische Rockgruppe aus Kopenhagen.
Ihr erstes Album The World is here wurde im Mai 2003 aufgenommen und 2004 veröffentlicht. Das Album wurde von Kim Oxlund gemixt und von Steve Fallone (Strokes, Tricky, Sonic Youth etc.) gemastert. Produziert wurde das Album von Kim Oxlund und vom amerikanischen Produzenten und Songwriter M. Maurice Hawkesworth. Das Album wurde von Dänemarks größtem Fernseh- und Radiosender Danmarks Radio als eines der zehn wichtigsten dänischen Alben des Jahres 2004 benannt. Zwei Jahre später folgte mit „No One Wins“ das zweite Album der Band.
Der Song There's a Sun aus dem Album No One Wins befindet sich auf dem Weekly Mix #33 von Artrocker. Für diesen Song wurde ein Musikvideo gedreht, bei dem Henrik Lorentzen Regie führte.

## Diskografie
- 2004: The World Is Here (Invisible Wave / Iwave Records)[5]
- 2006: No One Wins (Invisible Wave / Iwave Records)[6]